# Kecskemét város jelmondata
Kecskemét város jelmondata az erdélyi Bánffy családtól származik, használata pedig visszanyúlik 1809-ig.
A szóban forgó Bánffy család egyik tagja, báró Bánffy László bérleménybe szerette volna adni kecskeméti, borbási, alpári és szentkirályi birtokait. 1808-ban családjával ellátogatott Kecskemétre ebben az ügyben. A barátságos fogadtatás hatására a báró még ifjú, 14 éves leánya megígérte, hogy egy hímzett selyemzászlót adományoz a kecskeméti nemesi bandériumnak.
Bánffy Erzsébet nemcsak zászlót adományozott Kecskemétnek, hanem a város mai napig használatos jelmondatát is. Ez Kecskemét zászlajának egyik oldalán, a város címerének köriratában található: „Sem magasság, sem mélység nem rettent”.

### Történelmi háttere
Az 1809. évi inszurrekcióra, az utolsó magyar nemesi felkelésre a napóleoni háborúk alatt került sor. I. Ferenc magyar király 1809 áprilisában fegyverbe szólította a magyar nemeseket.
Báró Bánffy Erzsébet elküldte a saját kezével hímzett zászlót a hadra hívott kecskemétiek lelkesítésére, ami a háborús helyzet miatt késve érkezett meg, ezért a hadjáratba nem vihették magukkal. A zászlót Erzsébet levelével együtt a városi levéltárban helyezték el.

### A mondat eredete
A jelmondat bibliai eredetű, Pál apostol rómaiakhoz írt levelében olvasható (8,39).

### Jelentése, olvasata
A város jelmondataként azt fejezi ki, hogy Kecskemét városa bármilyen körülmények között, bármilyen csapást, történelmi változást képes volt átvészelni és képes volt fejlődni.

### A kecskeméti Bánffy utca
A Bethlenvárosban (városrész) található Varjú utcát 1907-ben a Bánffy család (László és Erzsébet) és adományuk emlékére átnevezték Bánffy utcára.

## Forrás
Kecskemét város jelmondata | Kecskemét (magyar nyelven). kecskemet.hu. (Hozzáférés: 2024. január 5.)